# Живи вкаменелости
Живи вкаменелости е сборно название на съществуващи днес видове растения и животни, които се отнасят към големи таксони, почти напълно измрели преди десетки или стотици милиони години. Живите вкаменелости обикновено са палеоендемити, тъй като запазването на древните видове се улеснява при изолирането от по-напредналите конкуренти или хищници. Интродукцията на нови видове на по-ранно изолирани територии в много случаи води до по-нататъшно смаляване на ареала на видовете живи вкаменелости.
По-специално, забелязва се рязко съкращение на ареала на род Хатерии от разред Клюноглави до повяването на европейските заселници в Нова Зеландия. Интродуцираните в Нова Зеландия кучета, котки и плъхове нанасят сериозни щети по популациите Хатерии. Този вид се е запазил само на малките острови от Новозеландския архипелаг. Към ярките представители на живите вкаменелости могат да се отнесат видовете от родовете Латимерии и Гинко.
Живи вкаменелости се наричат, също така, видове, които са много слабо изменени в течение на дълго време. Примери за такива организми са род Щитни, чиято организация не е претърпяла особено изменение от триасовия период (над 200 млн. г.), както и раменоногите Lingula, които не са претърпели изменения от девон насам (около 380 млн. г.). Все пак, живите вкаменелости винаги са еволюирали до някаква степен, тъй като стабилизиращият се отбор е еволюционен процес, един от главните в морфологичната еволюция.

## Примери

### Растения
- Гинко
- Хвощ
- Cycas
- Metasequoia
- Sciadopitys
- Psilotum
- Wollemia
- Велвичия
- Liquidambar

### Животни
- Двойнодишащи риби
- Amia calva
- Латимерии
- Морски лилии
- Крокодили
- Ксифозури
- Laonastes aenigmamus
- Lingula
- Еднопроходни
- Планински бобър
- Mymarommatidae
- Neopilina galateae
- Онихофори
- Orussidae
- Индийска лилава жаба
- Щитни
- Клюноглави
- Sikhotealinia zhiltzovae
- Хатерии
- Арапайма

### Гъби
- Neolectomycetes